# Apache (melodi)
 For alternative betydninger, se apache (flertydig). (Se også artikler, som begynder med apache)
"Apache" er en flittigt indspillet instrumental melodi skrevet af Jerry Lordan. Den oprindelige udgave blev udført af den britiske gruppe The Shadows, indspillet juni 1960 og udgivet den efterfølgende måned. Den lå som nummet ét på UK Singles Chart i fem uger.
I Nordamerika bliver melodien genkendt som værende Jørgen Ingmanns, en kendt dansk jazzguitarist. I 1961 opnåede hans coverversion, udgivet under navnet "Jørgen Ingmann and His Guitar", andenpladsen på Billboard Hot 100 og niendepladsen på US R&B chart. Melodien blev nummer ét på den canadiske CHUM Chart.
En udgave af "Apache" fra 1973 udført af Incredible Bongo Band blev ikke et hit, da den udkom, men det lange percussionstykke midtvejs i melodien er blevet samplet utallige gange indenfor hiphop, rap og dance siden 1980'erne.
Den danske musiker og sanger Tommy Seebach indspillede i 1977 en version af sangen og DR producerede i den forbindelse en musikvideo, hvor Tommy Seebach optrådte i indianerkostume med letpåklædte "indianer-piger" (spillet af bl.a. Louise Frevert). Sangen opnåede en vis succes i 1977, men blev 30 år senere et kulthit på internettet med flere millioner hits på YouTube og hjemmesider verden over.